# 盛德 (越南)
盛德（1653年二月—1658年二月），是大越国后黎朝神宗黎维祺的复辟后第二个年号，共计6年。鄭主兼大元帥總國政為文祖清都王鄭梉、弘祖西定王鄭柞。

## 纪年
| 盛德 | 元年   | 2年    | 3年    | 4年    | 5年    | 6年    |
| 公历 | 1653年 | 1654年 | 1655年 | 1656年 | 1657年 | 1658年 |
| 干支 | 癸巳   | 甲午   | 乙未   | 丙申   | 丁酉   | 戊戌   |